# Maud von Rosen
Maud Florence Ella von Rosen, född 24 december 1925 i Stockholm, är en svensk dressyrryttare. 
Maud von Rosen blev olympisk bronsmedaljör i München 1972 och vann Svenska mästerskapen i dressyr samma år.
Maud von Rosen är dotter till Gustaf-Fredrik von Rosen och skulptören Maud von Rosen, samt dotterdotter till Clarence von Rosen.